# Заїкін Олег Анатолійович
Олег Анатолійович Заїкін (18 листопада 1972, Заграєво, Бурятська АРСР — 20 листопада 2006, Уфа, Башкортостан, Росія) — російський серійний вбивця, який скоїв 9 вбивств у 6 містах Росії.

## Біографія
Олег Заїкін народився 18 листопада 1972 року в селищі Заграєво Бурятської АРСР. Ріс у благополучній родині: його батько (Анатолій Заїкін) працював на заводі, а мати (Людмила Заїкіна) у школі. Але вже з дитинства він відрізнявся «важким» характером: ріс замкнутим, був схильний до брехні та крадіжки; також мав схильність до здійснення неадекватних вчинків: підпалював сусідські двері, рвав шкільні підручники. У школі навчався погано, залишався на другий рік, але захоплювався радіотехнікою, міг зібрати та полагодити будь-яку апаратуру. Це захоплення і штовхнуло його на перший злочин — у 12 років, щоб здобути дефіцитну деталь, вкрав у сусіда імпортний магнітофон, за що був поставлений на облік у дитячій кімнаті міліції. Після цього випадку батько став стежити за сином. Після 8 класу Олег перейшов у вечірню школу, батько завжди супроводжував його на навчання і був присутнім на заняттях.
У 1992 році був призваний до армії. За натяками самого Заїкіна, його зґвалтували товариші по службі, після чого він спробував накласти на себе руки і був комісований.
Після армії Заїкін, який і без того мав «важкий» характер, став схильний до агресії. Якось він жорстоко побив свою подругу. У цей момент, за його словами, він відчув невідоме раніше задоволення і з тих пір кожну коханку катував.

### Вбивства
Після армії Заїкін не хотів працювати, але його змусив батько. У 1999 році він привів сина на завод, де сам пропрацював усе життя. Через місяць Заїкін із спільниками здійснив на роботі крадіжку інструментів на велику грошову суму. Після арешту сина та його спільників Анатолій Заїкін не витримав ганьби та повісився. У цей час Олег Заїкін перебував під підпискою про невиїзд. Наприкінці 1999 року він утік із Заграєво і був оголошений у федеральний розшук.
Заїкін придбав фальшиві документи і почав ховатися від правосуддя, переїжджаючи з одного регіону країни до іншого. Промишляв квартирними крадіжками. Для скоєння злочинів вибирав квартири на перших поверхах, куди проникав крізь вікна. Щоб не залишати відбитків, обмотував свої пальці скотчем. Щоб уникнути арешту, намагався змінювати зовнішність. При контакті з місцевими жителями говорив, що працює теслею і приїхав на заробітки (згодом під прізвисько «Тесляр» Заїкін фігурував у безлічі міліцейських зведень).
У 2001 році в Челябінську Заїкін скоїв перше вбивство, жертвою стала його власна співмешканка Дінара Круглова; він побив її, але не розрахував силу ударів, і Круглова померла.
12 жовтня 2005 року Заїкін скоїв потрійне вбивство в Єкатеринбурзі, жертвами стали 35-річна Світлана Фірсова, її 3-річна донька Яна Фірсова і 4-річна Дар'я Овечкіна, дочка подруги Світлани (всі вони були зґвалтовані), а потім загасили; здобиччю вбивці стали 45 000 рублів. 1 квітня 2006 року Заїкін скоїв зґвалтування та вбивство жінки в Оренбурзі. У травні 2006 року Заїкін скоїв 2 вбивства в Казані; жертвами стали 49-річна жінка та 16-річний підліток.
В Уфі Заїкін зґвалтував 13-річну Ірину Краснобаєву; дівчинка залишилася живою, хоча й отримала 9 серйозних ножових поранень. Справа набула широкого розголосу, оскільки Краснобаєва вказала тимчасове місцеперебування вбивці, після чого його спробували заарештувати.
Також маніяк скоїв ще по 1 вбивству в Тюмені та Улан-Уде. Також маніяк ще кілька разів скоїв напади з метою вбивства, але довести розпочате до кінця йому не вдалося. Крім цього, Заїкін здійснив кілька зґвалтувань.

## Арешт та самогубство
Заїкін був упізнаний після вчинення ним вбивства в Оренбурзі, проте через його гастролюючу злочинну діяльність заарештувати його довгий час не вдавалося. За впіймання маніяка міліцією було призначено нагороду.
6 листопада 2006 року Олег Заїкін був заарештований на орендованій квартирі в Орджонікідзевському районі Уфи, в його квартирі були виявлені мисливський ніж довжиною 26 сантиметрів, пачка презервативів (ними Заїкін користувався під час зґвалтувань) та ікона. Під час слідства він без емоцій розповідав про всі скоєні за 5 років злочини.
За сукупністю злочинів Олегу Заїкіну загрожувало довічне позбавлення волі, але 20 листопада 2006 в СІЗО № 1 міста Уфи він повісився на простирадлах. Кримінальну справу було припинено 30 грудня 2006 року через смерть обвинуваченого.

## У масовій культурі
- Док. фільм «Жорстокий квартирант» (частина 1 та частина 2) з циклу «Кримінальні хроніки»